# Aspilota claricornis
Aspilota claricornis är en stekelart som beskrevs av Fischer 1969. Aspilota claricornis ingår i släktet Aspilota och familjen bracksteklar. Inga underarter finns listade.